# Заречное (Дагестан)
Заречное — село в Кизлярском районе Дагестана. Входит в состав Красноармейского сельсовета.

## География
Населённый пункт расположен на берегу канала Дельтовый, на юге Кизлярского района, у границы с Шелковским районом Чечни, в 14 км к юго-западу от города Кизляр.
Село граничит со станицей Дубовской на северо-западее и селом Рыбалко на северо-востоке.
В селе 5 улиц: Ленина, Орджоникидзе, Новая, Теречная и Школьная.

## Население
| 1970 | 1989 | 2002 | 2010 | 2021 |
| ---- | ---- | ---- | ---- | ---- |
| 479  | →479 | ↗841 | ↗856 | ↗887 |

Национальный состав
По данным Всероссийской переписи населения 2010 года:
| № | Национальность | Численность, чел. | Доля   |
| - | -------------- | ----------------- | ------ |
| 1 | аварцы         | 474               | 55,4 % |
| 2 | даргинцы       | 111               | 13,0 % |
| 3 | лакцы          | 74                | 8,6 %  |
| 4 | рутульцы       | 67                | 7,8 %  |
| 5 | лезгины        | 45                | 5,3 %  |
| 6 | русские        | 42                | 4,9 %  |
| 7 | другие         | 43                | 5,0 %  |

По данным Всероссийской переписи населения 2010 года, в селе проживало 856 человек (413 мужчин и 443 женщины).